# Iso-Aarikka
Iso-Aarikka är en ö i Finland. Den ligger i sjön Onkivesi och i kommunen Kuopio i den ekonomiska regionen  Kuopio ekonomiska region  och landskapet Norra Savolax, i den centrala delen av landet, 400 km norr om huvudstaden Helsingfors. Öns area är 8,3 hektar och dess största längd är 420 meter i nord-sydlig riktning.